# Scandinavian Airlines
Scandinavian Airlines (neboli SAS, dříve nazývaný Scandinavian Airlines System) je národní letecký dopravce Dánska, Norska a Švédska a druhá největší aerolinie Skandinávie podle přepravených pasažérů (po Norwegian). Jsou součástí SAS Group, má základny na letištích v Kodani, Oslu a Stockholmu–Arlanda. Sídlí ve městě Solna blízko Stockholmu ve Švédsku. V květnu 2017 létala tato společnost do 119 destinací.

## Historie
Společnost byla založena v roce 1946 sloučením národních dopravců Dánska, Norska a Švédska. Po založení byla společnost rozdělena na SAS Danmark (28,6 %), SAS Norge (28,6 %) a SAS Sverige (42,8 %).
V roce 1954 se staly prvními aeroliniemi operující transpolární trasu. Jednalo se o let přes Grónsko a Winnipeg v Kanadě do Los Angeles. Díky tarifní struktuře, která nabízela přípoje zdarma do Evropských destinací se SAS stal oblíbenou aerolinií amerických turistů v 50. letech. V pozdějších letech začal SAS také operovat transpolární trasu do Japonska přes Grónsko a Aljašku.
Od roku 1959 provozuje na svých linkách proudová letadla a od roku 1971 měl SAS ve své flotile dokonce i Boeing 747.
SAS postupně navyšoval svou kontrolu nad domácími trhy ve všech třech zemích získáváním podílů v místních aeroliniích. V roce 1989 získal SAS 15,4 % ve společnosti Texas Air Corporation – mateřské společnosti Continental Airlines. Tento podíl byl později prodán. V roce 2004 SAS koupil 94% podíl ve společnosti Spanair. V roce 2007 oznámil záměr prodat tento podíl, v roce 2012 Spanair zanikl. SAS vlastnily podíl také v airBaltic či BMI Regional, ty ale prodaly v rámci úsporných opatření.
V roce 2013 byly SAS poprvé od roku 2007 výdělečné.

## Reakce napandemii covidu-19v roce 2020

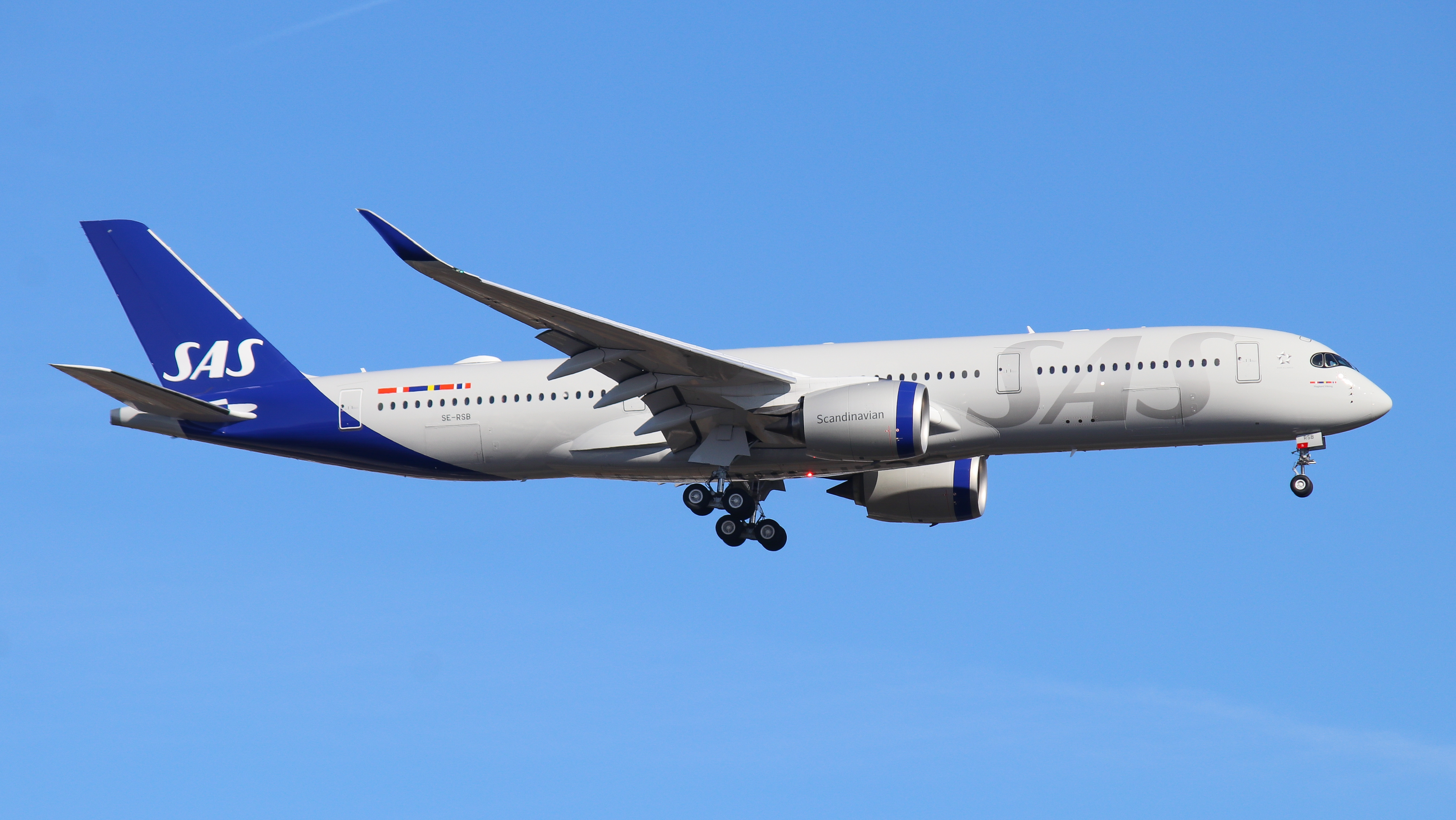
SAS Airbus A350 v novém nátěru

V březnu 2020 získaly aerolinky s akciemi obchodovatelnými na burze půjčku od norské vlády a Švédska, který je částečný vlastník společně s Dánskem, jež také poskytlo půjčku.
- V dubnu 2020 oznámily propuštění 5000 zaměstnanců. [1]

## Flotila

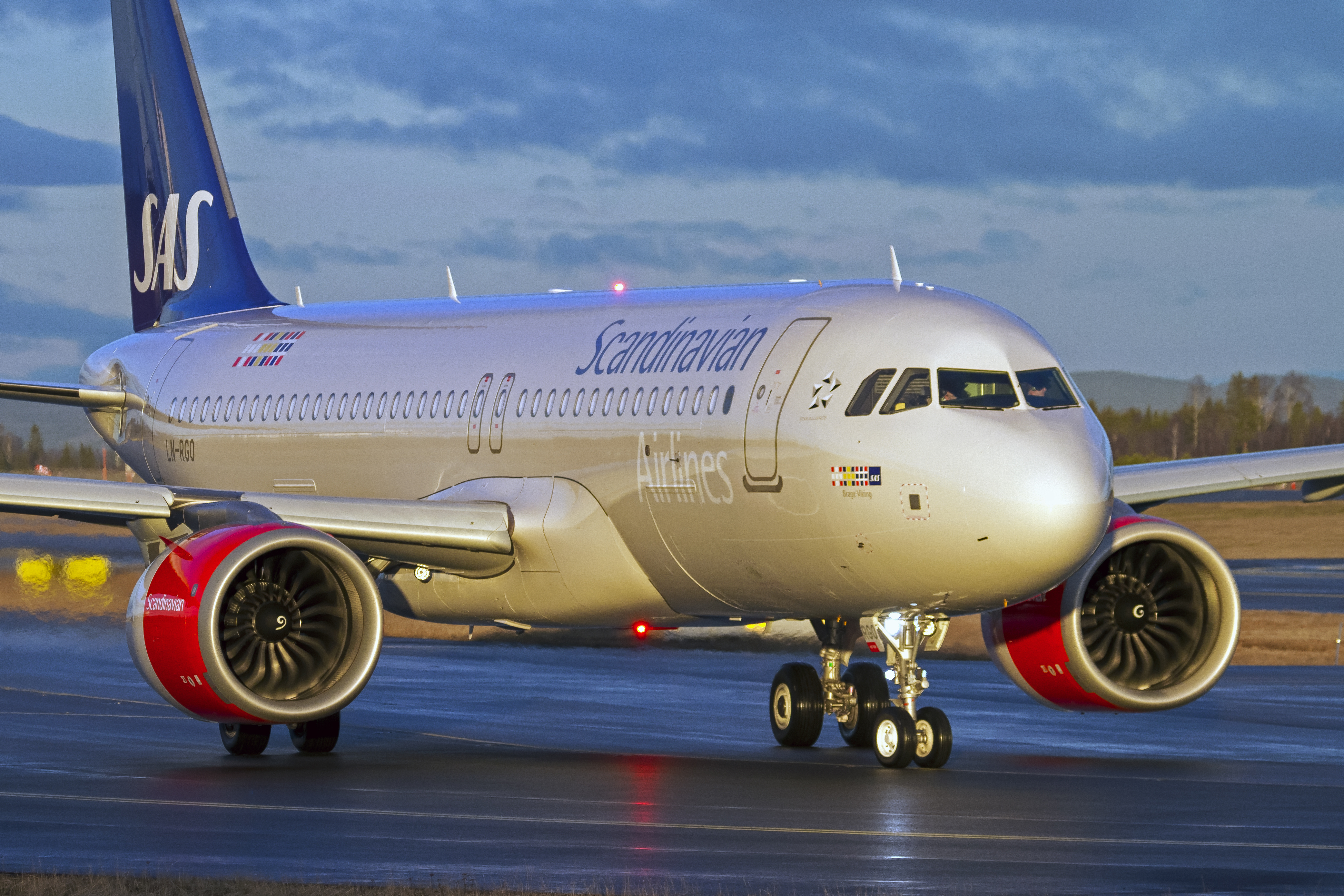
Airbus A320neo SAS, 2017

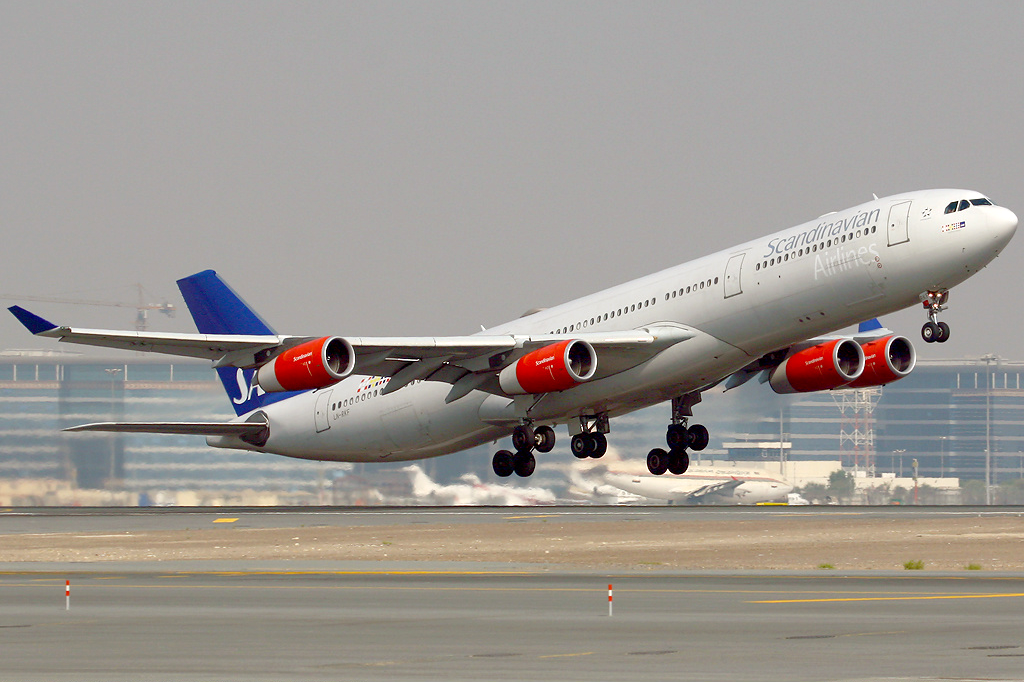
Vzlétající Airbus A340-300 SAS, 2007

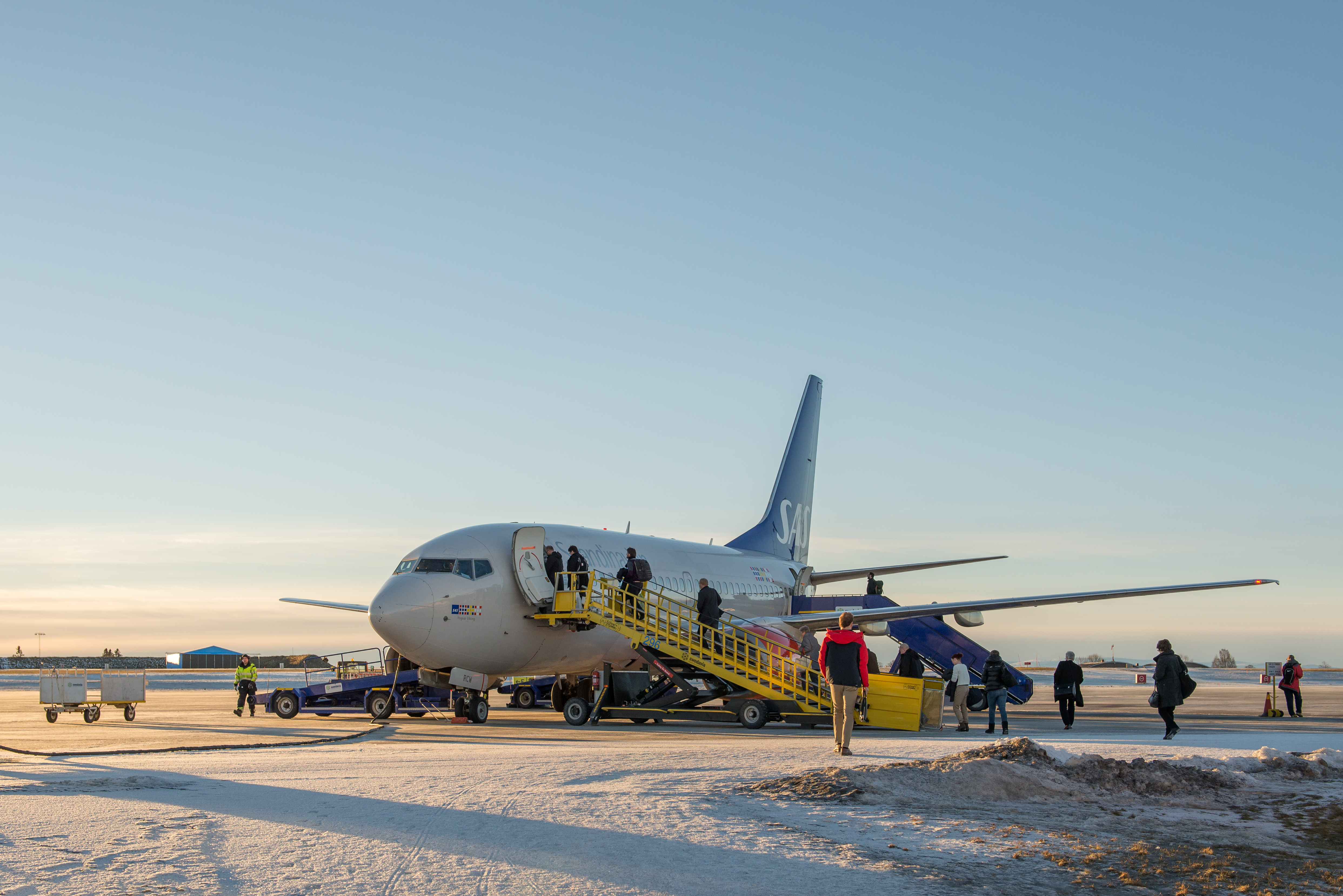
Boeing 737-600 SAS v prosinci 2013 na Letišti Åre Östersund ve Švédsku

V září 2020 dopravce SAS provozoval následující letouny průměrného stáří 9 let.

## Přepravní třídy

### Vnitrostátní lety
Jedna třída
Snídaně je servírována zdarma. Po 9. hodině ranní je možné zakoupit občerstvení v tzv. „Cloud-shopu“.

### Lety vrámci Skandinávie
Cestující s letenkou v Business třídě cestují v třídě Economy Extra
Ekonomická třída
Snídani a jiné občerstvení je možné zakoupit si v „Cloud-shopu“.
Ekonomická Extra třída
Rychlý průchod bezpečnostními kontrolami na některých evropských letištích. Tříchodové občerstvení nebo snídaně v ceně.

### Lety do Evropských destinací

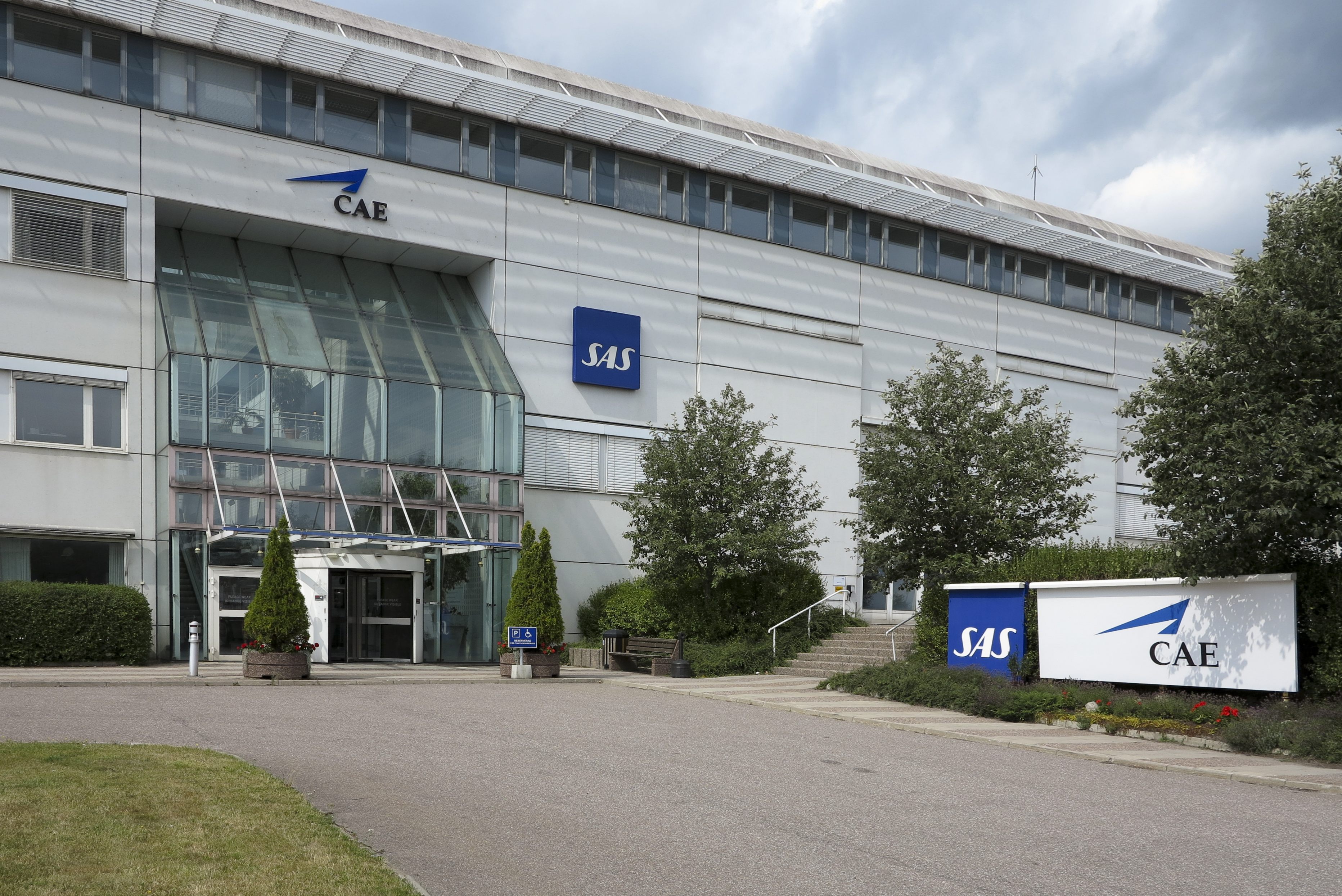
Sídlo Scandinavian Airlines

Ekonomická třída
Snídani a jiné občerstvení je možné zakoupit si v „Cloud-shopu“.
Ekonomická Extra třída
Rychlý průchod bezpečnostními kontrolami na některých evropských letištích. Tříchodové občerstvení nebo snídaně v ceně.
Business třída třída
Rychlý průchod bezpečnostními kontrolami na některých evropských letištích. Vstup do VIP salonků. Tříchodové občerstvení na všech letech. Denní tisk v místním a anglickém jazyce. Po jídle je servírován dezert a káva/čaj. Po přistání je cestujícím podávána francouzská čokoláda.

### Mezikontinentální lety
Ekonomická třída
Před večeří je podávaný koktejl. Poté následuje tříchodová večeře s dvěma alkoholickými nápoji v ceně letenky. Mezi jídly jsou k dispozici nápoje a sendviče – v závislosti na délce letu.
Ekonomická třída extra
Rychlý průchod bezpečnostními kontrolami na některých evropských letištích. Džus je podávaný po nástupu na palubu. Poté následuje koktejl a studená svačina. Večeře je tříchodová s výběrem mezi dvěma hlavními jídly. Mezi jídly jsou k dispozici nápoje a sendviče – v závislosti na délce letu.
Business třída
Rychlý průchod bezpečnostními kontrolami na některých evropských letištích. Vstup do VIP salonků. Následuje tříchodová večeře. Na výběr je vždy jedno ze čtyřech horkých jídel a vždy alespoň jedna vegetariánská alternativa. Po celou dobu letu mají cestující k dispozici samoobslužný bar s velkým výběrem sendvičů, piva, vína a jiných alkoholických nápojů. Cestující si může vybrat, zda chce posnídat na palubě, nebo si vzít zabalenou snídani s sebou.